# Mary Pepchinski
Mary Pepchinski (* 1955 in den Vereinigten Staaten) ist eine US-amerikanische Architektin, Architekturhistorikerin, Architekturkritikerin und Kuratorin. Sie hatte bis 2021 eine Professur für Architekturtheorie an der Technischen Universität Dresden inne. Ihre Forschungs- und Arbeitsschwerpunkte sind Architektur und Urbanistik der Moderne, Frauenforschung in der Architektur, die Bezüge von Landschaft und Architektur sowie Fotografie und Architektur.

## Leben und Werk
Mary Pepchinski begann ihre Ausbildung in den USA. Sie studierte Kunst an der Cornell University, Kunstgeschichte am Barnard College und an der Columbia University sowie Architektur an der Columbia University. Nach fünfjähriger Tätigkeit als Architektin wechselte sie 1988 als wissenschaftliche Mitarbeiterin an den Lehrstuhl Bildungs-, Kultur- und Sozialbauten am Fachbereich Architektur der Technischen Universität Berlin. 1993 wurde sie als Professorin für das Fach Grundlagen des Entwerfens an die Hochschule für Technik und Wirtschaft Dresden berufen. Im Jahr 2002 war Pepchinski Aigner-Rollet-Gastprofessorin für Frauengeschichte und Genderforschung an der Architekturfakultät der Technischen Universität Graz. An der Universität der Künste (UdK) Berlin promovierte sie mit einem Thema zur Frauen- und Genderforschung (summa cum laude, 2004). 2017/2018 hatte sie die Klara Marie Faßbinder-Gastprofessur für Frauen- und Geschlechterforschung an der Hochschule Mainz inne. Ab September 2018 bis 2021 lehrte sie als Professorin für Architektur und Gesellschaft an der Fakultät Architektur der Technische Universität Dresden das Fach Architekturtheorie.
Ihre Forschungsschwerpunkte sind Architektur und Urbanistik der Moderne sowie das Wirken der Architektinnen im 20. Jahrhundert. 2017 war sie wissenschaftliche Beraterin für die Ausstellung Frau Architekt. Seit mehr als 100 Jahren. Frauen im Architekturberuf im Deutschen Architekturmuseum (DAM), Frankfurt/Main.
Pepchinski ist mit einem Deutschen verheiratet und hat einen Sohn.

## Auszeichnungen
- 1986: Young Architects Award der Architectural League of New York
- 2010: Preis der Beverly Willis Foundation Annual Meeting Fellowship of the Society of Architectural Historians

## Veröffentlichungen

### Bücher und Sammelbände (Auswahl)
- Mary Pepchinski, Christina Budde (Hrsg.): Women Architects and Politics: Intersections between Gender, Power Structures and Architecture in the Long 20th Century, transcript Verlag (geplante Veröffentlichung: 27. Januar 2022) ISBN 978-3-8394-5630-9.
- Mary Pepchinski, Christina Budde, Wolfgang Voigt, Peter Cachola Schmal (Hrsg.): Frau Architekt. Deutsches Architekturmuseum Frankfurt am Main & Ernst Wasmuth Verlag Tübingen, 2017. ISBN 978-3-8030-0829-9.
- Mary Pepchinski, Mariann Simon (Hrsg.): Ideological equals: Women Architects in Socialist Europe 1945–1989, Routledge, Abingdon and New York, 2017. ISBN 978-1-4724-6926-7 (englisch).
- Mary Pepchinski: Feminist Space. Exhibitions and Discourses between Philadelphia and Berlin, 1865–1912, VDG Verlag und Datenbank für Geisteswissenschaften, Kromsdorf bei Weimar 2007. ISBN 978-3-89739-538-1 (englisch).

### Aufsätze (Auswahl)
- Mary Pepchinski: Blinde Flecken. Auslassungen in den frühen Darstellungen über Frauen der Architekturgeschichte. Arch+, Themenhelft: Zeitgenössische feministische Raumpraxis, Nr. 247 2021. S. 52–60.
- Mary Pepchinski: Mastering Mies. David Chipperfield Architects restores and upgrades Mies van der Rohe’s Neue Nationalgalerie in Berlin with intelligence and restraint. In: Architectural Record, 1. Oktober 2021, S. 52-57 (englisch).
- Mary Pepchinski: Into the Deep. Ingenhoven Architects’ long-running project will expand Stuttgart’s main station with a light-filled, below-grade train hall in smooth, sculpted concrete. In: Architectural Record, 1. August 2021, S. 70-76 (englisch).
- Mary Pepchinski: Urban Legend, Looking to its past and its future, Berlin continues to reshape public space with new and old architecture. In: Architectural Record, 1. März 2021, S. 58-61 (englisch).
- Mary Pepchinski: Emancipated women, liberated living: Five pioneering women architects in Germany and their domesticity. In: Helena Doudová (Hrsg.): Modern Woman— Architect. Projection and Reality since 1900. Prague: National Gallery Prague, 2022, S. 52-73 (tschechisch, englisch).
- Mary Pepchinski: About Frau Architekt. Stéphanie Bouysse-Mesnage in conversation with Mary Pepchinski. In: Mary Pepchinski, Christina Budde (Hrsg.): Women Architects and Politics in the Long 20th Century. Bielefeld: transcript, 2022, S. 233-244 (englisch).
- Mary Pepchinski: Design Vanguard 2019: Pool Leber. In: Architectural Record, 3. Juni 2019[2]
- Mary Pepchinski: Common Bond. With a new school and community building, Feichtinger Architectes helps a small alpine city in Austria revive its downtown. In: Architectural Record, 1. Januar 2021, S. 70-75 (englisch)
- Mary Pepchinski: Simone de Beauvoir, America Day by Day. ABE Journal, Vol 16, Institut National d'Histoire de l'Art, 2020 (englisch) ISSN 2275-6639
- Mary Pepchinski: Für jede Familie eine Alleinstehende. Die Bauhaus-Architektin Wera Meyer-Waldeck und die Herausforderungen der Unterbringung älterer Frauen im Westdeutschland der Nachkriegszeit. In: Katia Frey, Eliana Perotti (Hrsg.): Frauen blicken auf die Stadt – Architektinnen, Planerinnen, Reformerinnen; Theoretikerinnen des Städtebaus II. Dietrich Reimer Verlag, 2018, S. 163–183.[3]
- Mary Pepchinski: Gender, Hard Times, and the End of Spectacle? Berlin’s Topography of Terrors, 1992–2010, Papers Delivered in the Thematic Sessions of the Sixty-third Annual Meeting of the Society of Architectural Historians: Chicago, Illinois, 21–25 April 2010[4]
- Mary Pepchinski: Metamorphosen der Berliner Mauer. In: topos. the international review of landscape architecture and urban design. IBZ Online. Berlin, Boston: K. G. Saur, 2009.
- Mary Pepchinski: Report from Berlin. In: Progressive Architecture, November 1993, S. 78-85 (englisch).